# Little Boy Lost (film, 1978)
Pour les articles homonymes, voir Little Boy Lost.
Pour plus de détails, voir Fiche technique et Distribution.
Little Boy Lost est un film dramatique australien réalisé par Terry Bourke, sorti en 1978. 
Le tournage se déroula à Guyra, Tubbumurra et Narrabeen, en Nouvelle-Galles du Sud, en Australie.
Johnny Ashcroft et Gay Kayler ont écrit une version spéciale de leur chanson Little Boy Lost qui est lancée à la fin du film.

## Synopsis
Le film est basé sur une histoire vraie d'un enfant australien perdu, Stephen Walls (joué par Nathan Dawes). Après sa disparition, des recherches massives sont organisées dans tout le pays dont les citoyens se mobilisent.
Le problème dans la recherche de Stephen est qu'il a été prié de ne pas parler à des étrangers et a peur de ceux qui tentent de lui parler. Il ne sait pas que les personnes qui tentent de prendre contact avec lui ne sont pas ennemis, mais se sont portés volontaires pour le retrouver.
Quatre jours se sont écoulés et l'espoir des retrouvailles s'amenuise peu à peu. Un groupe de chercheurs trouve enfin Stephen et tente de le convaincre qu'ils sont là pour l'aider à retrouver sa maison et sa famille.

## Fiche technique
- Réalisation : Terry Bourke
- Scénario : Terry Bourke et George Seaton
- Musique : Bob Young
- Producteurs : Phillip Avalon, Alan Spires
- Distribution : Filmways Australian
- Budget : $395,000
- Pays d'origine : Australie
- Langue : anglais
- Genre : Drame
- Durée : 90 minutes
- Date de sortie : 1978

## Distribution
- Nathan Dawes
- John Hargreaves
- Lorna Lesley
- Tony Barry
- Steve Dodd

## À noter
Le coécrivain George Seaton a adapté et mis en scène le film du même titre de Bing Crosby, sorti en 1953, qui se fonde lui-même sur le roman, lui aussi du même titre, de 1949 écrit par Marghanita Laski.